# Liste von Basketballvereinen in Liberia
Diese Liste ist eine Aufstellung von Basketballvereinen in Liberia.
| Verein              | Logo | Ort                       | Nationale Meisterschaften | Sportstätte | Sonstiges und Webadresse | Belege              |
| ------------------- | ---- | ------------------------- | ------------------------- | ----------- | ------------------------ | ------------------- |
| Bushrod Bulls       |      | Bushrod Island / Monrovia |                           |             |                          | [ 1 ] [ 2 ] [ 3 ]   |
| Barnesville Dragons |      |                           |                           |             |                          | [ 4 ] [ 5 ] [ 6 ]   |
| Bong Shooters       |      |                           |                           |             |                          | [ 7 ] [ 8 ]         |
| Cestos Mongars      |      |                           |                           |             |                          | [ 9 ] [ 2 ] [ 10 ]  |
| Desert Knight       |      |                           |                           |             |                          | [ 11 ] [ 2 ] [ 12 ] |
| Cape Mount Wizards  |      |                           |                           |             |                          | [ 13 ]              |
| Raiders             |      |                           |                           |             |                          | [ 14 ]              |
| Kardinal            |      |                           |                           |             |                          | [ 15 ] [ 16 ]       |
| Du-Runners          |      |                           |                           |             |                          | [ 17 ]              |
| Dream Team          |      |                           |                           |             |                          | [ 18 ]              |
| Invincible Eleven   |      | Monrovia                  |                           |             | Mehrspartensportverein   | [ 19 ] [ 2 ] [ 20 ] |
| LPRC Oilers         |      | Monrovia                  | 2011, 2012, 2013, 2018    |             | Mehrspartensportverein   | [ 21 ] [ 2 ] [ 22 ] |
| Mighty Barrolle     |      | Monrovia                  | 2022                      |             | Mehrspartensportverein   | [ 23 ] [ 2 ] [ 24 ] |
| Uhuru Kings         |      | Monrovia                  | 2010                      |             |                          | [ 25 ]              |
| Sac Base            |      |                           |                           |             |                          | [ 26 ] [ 27 ]       |
| Royal Legends       |      |                           |                           |             |                          | [ 28 ]              |
| Vision Shooters     |      |                           |                           |             |                          | [ 29 ]              |
| Highway Kings       |      |                           |                           |             |                          | [ 30 ]              |
| Spartacus           |      |                           |                           |             |                          | [ 31 ]              |
| Georgia Warriors    |      |                           |                           |             |                          | [ 32 ]              |
| Star One            |      |                           |                           |             |                          | [ 33 ]              |
| Visioneers          |      |                           |                           |             |                          | [ 34 ] [ 35 ]       |
| Commissioners       |      |                           |                           |             |                          | [ 36 ] [ 2 ] [ 37 ] |
| Harbel Pointers     |      |                           |                           |             |                          | [ 38 ]              |
| Monrovia Pistons    |      | Monrovia                  |                           |             |                          | [ 39 ] [ 2 ] [ 40 ] |
| NPA Pythons         |      | Monrovia                  | 2007, 2019                |             |                          | [ 41 ] [ 2 ] [ 42 ] |
| Monrovia Rockets    |      | Monrovia                  |                           |             |                          | [ 43 ]              |
| Monrovia Blazers    |      | Monrovia                  |                           |             |                          | [ 44 ]              |